# 舊山 (印第安納州)
舊山（英語：Old Hill）是位於美國印地安納州克萊縣的一個非建制地區。該地的面積和人口皆未知。

## 地理
舊山的座標為39°18′07″N 87°12′27″W / 39.30194°N 87.20750°W，而該地的平均海拔高度為164米（即538英尺）。